# Séraphin: un homme et son péché
Séraphin: un homme et son péché è un film del 2002 diretto da Charles Binamé, prodotto dalla Cité Amérique  e Alliance Atlantis Vivafilm, distribuito a cura di Odean Films e Vivafilm.  L'uscita ufficiale del film è datata 29 settembre 2002.
Il film è anche conosciuto in Inghilterra col titolo Séraphin: heart of stone.

## Trama
Sainte-Adèle, Québec, 1889. Donalda Laloge, (Karine Vanasse), e Alexis Labranche, (Roy Dupuis), sono due giovani innamorati del paese. Prima della partenza di Alexis per i cantieri di lavoro, lui e Donalda promettono di sposarsi nella seguente primavera, al ritorno di Alexis. Ma il destino colpisce duramente la famiglia Laloge; Il padre di Donalda si trova sull'orlo del fallimento mentre Séraphin Poudrier, (Pierre Lebeau), il sindaco del villaggio, propone una soluzione al commerciante: in cambio del suo aiuto, chiede la mano di Donalda.
Tutti gli sforzi del padre Laloge per salvare la più giovane delle sue figlie, da questo matrimonio di comodo, sono inutili e Donalda accetta di sposare l'avaro e severo sindaco pur di salvare l'onore e sollevare la famiglia della miseria.

La primavera seguente riporta al paese Alexis, sicuro di ritrovare e sposare la sua amata. Alexis viene subito informato della situazione e si trova costretto ad affrontare una dura realtà, causa di grande rabbia e della più amara delle delusioni. Donalda dal canto suo non si trova ad affrontare di sicuro una situazione migliore, il matrimonio non è certo come dovrebbe essere e suo marito, Séraphin, è tutt'altro che gentile ed affettuoso, ed a stento provvede al benessere della moglie.

Alexis non riesce a farsene una ragione, nemmeno soffocando la sua disperazione tra alcool e prostitute, tanto meno Donalda che più volte cerca di nascosto Alexis, non riuscendo mai a soffocare il loro grande amore. Gli innamorati si rivedono di nascosto e non possono resistere al loro amore, ma Donalda, temendo che suo marito potesse scoprirli e sapendo di non poter rompere il patto che protegge la sua famiglia, è costretta, a suo malincuore, ad interrompere la relazione segreta. Alexis, dal cuore nuovamente spezzato, fugge dalla regione. Tuttavia nulla e niente riesce a cambiare i loro sentimenti, ne la gelosia ossessiva di Séraphin, ne le sue terribili maniere verso Donalda.

Proprio a causa della poca cura che Séraphin usa con la moglie; poco cibo e casa fredda, Donalda si ammala gravemente. Alexis viene informato delle condizioni della sua amata e fa subito ritorno al paese. Nonostante le convenzioni e l'austerity dell'epoca, Alex si reca a casa di Séraphin pur di rivedere Donalda riuscendo ad affermare tutto il loro amore fino all'ultimo soffio di vita della povera donna.

## Premi e nomination

### Jutra Awards, 2003
- Vinto come miglior attore: Pierre Lebeau
- Vinto come miglior attrice: Karine Vanasse
- Vinto come miglior direzione artistica: Ronald Fauteux, Jean Bécotte e Michèle Hamel
- Vinto come miglior direzione fotografica: Jean Lépine
- Vinto come miglior musiche: Michel Cusson
- Vinto come miglior effetti sonori: Patrick Rousseau, Claude Beaugrand, Hans Peter Strobl e Bernard Gariépy Strobl
- Nominato miglior attore: Roy Dupuis
- Nominato miglior film: Lorraine Richard
- Nominato miglior attore co-protagonista: Rémy Girard
- Nominato miglior attrice co-protagonista: Céline Bonnier

### Golden Reel Award, 2004
- Vinto: Lorraine Richard, Louis Laverdière e Luc Martineau

### Genie Awards, 2004
- Nominato miglior direzione e produzione artistica: Jean Bécotte
- Nominato miglior costumista: Michèle Hamel
- Nominato miglior colonna sonora: Michel Cusson
- Nominato miglior musiche: Luc Plamondon e Michel Cusson
- Nominato miglior attore: Roy Dupuis
- Nominata miglior attrice: Karine Vanasse

## Produzione
Il film è stato girato interamente in Québec, Canada tra Mandeville, Saint-Charles de Mandeville e Saint-Hubert. Il budget per la realizzazione del film è stato di circa sei milioni di dollari canadesi.